# جيمس إيرفينغ ميلر
جيمس ميلر (بالإنجليزية: James Irving Miller)‏ (و. 1885 – 1963 م) هو صحفي، من الولايات المتحدة الأمريكية، ولد في غرينكاسل، توفي في باريس، عن عمر يناهز 78 عاماً.

## التعليم
تعلم في جامعة ستانفورد.

## مناصب وهيئات
أدار يونايتد برس انترناشونال.

## جوائز
حصل على جوائز منها:
- جائزة  ماريا مورس كابوت [الإنجليزية]‏ (1940).[5][6]